# Deomys ferrugineus
Deomys ferrugineus је врста глодара из породице мишева (Muridae).

## Распрострањење
Ареал врсте Deomys ferrugineus обухвата већи број држава. Врста је присутна у Камеруну, Централноафричкој Републици, Републици Конго, ДР Конгу, Екваторијалној Гвинеји, Габону, Гвинеји, Руанди, Уганди и Бурундију.

## Станиште
Станишта врсте су шуме, мочварна подручја, речни екосистеми и слатководна подручја. Врста је по висини распрострањена од нивоа мора до 1.600 метара надморске висине.

## Угроженост
Ова врста је наведена као последња брига, јер има широко распрострањење и честа је врста.